# Analyse thermique simultanée
L'analyse thermique simultanée (STA, en anglais : simultaneous thermal analysis) est une méthode d'analyse combinant l'analyse thermogravimétrique (ATG) à une autre technique d'analyse thermique telle que la calorimétrie différentielle à balayage (DSC) ou l'analyse thermodifférentielle (ATD). Une mesure simultanée a lieu, en fonction de la température, du temps ou de l'atmosphère, du changement de masse par ATG et du flux de chaleur par DSC ou de température par ATD d'un même échantillon dans une même cellule d'analyse dans les mêmes conditions de test.
Cette méthode est utilisée pour la caractérisation des matériaux.
Une analyse thermique simultanée possède plusieurs avantages :
- un seul échantillon est à préparer, ce qui augmente la productivité ;
- les résultats sont réellement comparables et corrélés car exactement les mêmes conditions de mesure sont utilisées.

L'information obtenue permet de différencier des transformations endothermiques et exothermiques qui n'induisent pas de changement de masse associée et celles qui impliquent un gain ou une perte de masse (oxydation, décomposition, etc.).
Les informations recueillies peuvent être améliorées en couplant l'instrument STA à un analyseur de gaz émanants (EGA).